# Баба Новак
Баба̀ Новак (на румънски: Baba Novac), наричан още Дебел Новак или Стари Новак (на сръбски: Старина Новак), е  военачалник  на влашкия войвода Михаил Храбри от български произход. Води победоносни битки срещу османците в България, Банат, Влашко и околните земи и става герой на румънския и сръбския фолклор.

## Произход
Според наличните данни бащата на Баба Новак в ХVІ век е заможен търговец от крайдунавското селище Пореч, живял също и в българския по онова време град Ниш. В някое от тези селища – Пореч или евентуално Ниш, се ражда неговият син Новак след 1530 г. Баща му по някое време претендира за сръбския трон, а майка му е влахкиня, произхождаща от село Басараби край Калафат. Според сръбския историк Йован Раич:
| „ | Баба Новак родомъ показовашес отъ древнихъ Болгарскихъ Кралей, ближайше же отъ Стратимира и Шишмана князей Болгарскихъ. | “ |

Наред със сведението на Раич има и още хипотетичен аргумент в полза на евентуалната връзка на Баба Новак с българските царе. Става въпрос за прозвището Дебел, което може както да описва физическата форма на Новак, но също и да е превод на династическото прозвище Шишман (от турски şişman – „дебел“). В полза на това говори и фактът, че в някои извори името се среща като Новак Дебелич, т.е. става въпрос по-скоро за фамилия – калка на тюркския патроним, отколкото за личен прякор. По същия начин в сръбските източници е наричан Старина Новак по превода на името му Баба Новак – от турски baba означаващо „баща“, „стария“. Всъщност подобен благороден произход ясно обяснява много неща и най-вече първокласните пълководчески умения и християнската ревност, завършеното обучение на Новак с нетипично за епохата и занаята му високо образование с широки езикови и други познания, а също и бляскавата му кариера във влашкия княжески двор.

## Биография
През 40-те години на 16 век бащата на Новак се установява в Нишко и търгува с кожи, които продава във Влашко и Унгария. Синът в ранните си години получава много добро образование в манастира до Пореч, овладява християнското и общественото познание, сложностите на църковно-административния книжовен български, а също гръцки, латински и усъвършенства познанията си по влашки. След смъртта на баща му продължава семейната търговска дейност, но влиза в тежък конфликт с турците и е принуден да напусне България и да се спасява в изгнание. Приет в двора на княз Михаил Храбри, Баба Новак става един от неговите най-успешни военачалници. Достигнал до чин генерал, той се превръща в най-близкия му съратник и негова дясна ръка. Ролята му става особено значима в самия край на 16 век, когато започва Австро-турската война (1592 – 1606) между Австрийската и Османската империя. В първата си битка заедно с влашкия войвода атакува и превзема Адакале, островната крепост насред Дунава, контролираща протока Железни врата.
В 1594 г. заедно с далматинеца Дели Марко, Баба Новак организира конен отряд от 800 души, съставен от българи, власи, унгарци и сърби. Конницата минава Дунава и щурмува Видин, но не успява да превземе подсилената и обновена от турците крепост, отбранявана от значителен гарнизон и многобройни оръдия. Някои изследователи свързват тази атака с амбицията на Баба Новак да възстанови Видинското царство, управлявано от неговите предци. Неразполагащи с ресурси за обсада, Новак и Дели Марко се отправят към Никопол и макар също добре укрепен, той е превзет със стремително настъпление. След тази победа се насочват към Свищов, но там също срещат значителни сили и оръдия, затова превземат Русе и Кладово и започват да пресрещат турските колони, изпращани като подкрепления на воюващите с австрийците и прекъсват комуникационните им линии. Към конницата се присъединяват още около 500 души, главно българи, и тя се превръща в основна пречка за придвижването на турски подкрепления към фронта.
През 1595 г. в началото на пролетта той отново минава Дунава с отряда си, с бърз марш достига до Стара планина и там с изненадващ маньовър обръща в бягство многочислената войска на Хасан паша. Тази победа разнася бойната му слава надалеч.
След тази победа отряда се включва от север в завземането на София (главния град на европейските владения на турците – бейлербейство Румелия и седалище на румелийския бейлербей) от 2000 хайдути оглавявани от Чавдар войвода, от Щипско. Те установяват временно контрол не само в София, но и над Кюстендил, Ново бърдо, Кратово, Скопие, богатите мини в района и други по-малки селища. Овладяна и освободена от турска власт е цялата тази област, както свидетелстват Ходжа Сеад-ед дин в неговата „История“, нарочният ферман на султана за отвоюването ѝ и документите на европейски пътешественици за жестоката разправа с въстаналото българско население, с чиито трупове и прясно отрязани глави буквално бил затрупан дългият път от София до Ниш в лятото на следващата 1596 г. 
На 15 август 1595 г. в блатата при Кълугърени до Гюргево Баба Новак нанася заедно с влашкия войвода Михаил Храбри поражение на нахлулата отвъд Дунав огромна турска войска командвана от Коджа Синан паша. В октомври прогонват османците от Търговище, Букурещ и Гюргево, а на българския бряг завладяват Силистра, Хърсово и Бабадаг. Оценявайки ролята и действията на конницата на Баба Новак и Дели Марко във водената от австрийците с Османската империя война, император Рудолф II изпраща по Дунава три кораба с пари, оръжие и 600 доброволци от Франция, Германия и Италия, а също и 6 леки оръдия с конски впрягове, с които се усилва ударната мощ на отряда. Също така императорът дава на Новак и Дели Марко и австрийски военни чинове и обещава, че след успешна война с турците ще изпрати цялата си войска, за да воюва за възстановяването на българската и сръбската държавност.
През 1596 г. начело на отряд от 1500 души отново минават Дунава с Дели Марко и превземат селата Крачуновско, Три кладенци, Локвица, Въбел  и крепостите Оряхово, Плевен, Враца и Мездра, Видин и Флорентин, хронистите започнат да наричат тукашната част от Стара планина „Новак планина“. Когато Баба Новак наближава Стара планина, това става и сигнал за избухването на дълго подготвяното Първо търновско въстание, след тези събития 60 000 българи бягат отдъд Дунава във Влашко, а Баба Новак в Русия.
В 1599 г. се налага да се върне във Влашко, за да поеме командването на лявото криво на 40 000 армия на Михаил Храбри в историческата битка при Шелимбър с трансилванците недалеч от Сибиу, след която Седмоградско е покорено от влашкия войвода, а дни по-късно владетелят ѝ принцът-епископ Батори е убит от шкеите и Михаил става господар на княжеството.
В 1600 г. Баба Новак е изпратен да овладее старото седалище на Фружин, сина на цар Иван Шишман – крепостта Липова и след като бързо се справя с тази задача отново е вторият след княза командващ войските на Михаил, които овладяват през май столицата на Молдовското княжество Яш, след това Каменец Подолски и Хотин на Днестър. Така цялото княжество е присъединено към скиптъра на Михаил Витязул. Благодарение на военната вещина на Баба Новак влашкият войвода успява да разпростре властта си и над трите дунавски княжества – Влашко, Седмоградско (Трансилвания) и Богданско (Молдова).
Това продължава обаче едва няколко месеца, защото Витязул е нападнат от многобройни обединени австрийски и трансилвански метежнически войски и е победен от тях въпреки храбростта и уменията на Баба Новак в битката при Миреслеу на 18 септември 1600 г. Едновременно с това мощната Полско-литовска държава атакува Молдова и макар да е спряна от Баба Новак при Нъени, който успява да задържи цели 10 дни поляците, в крайна сметка Михаил губи всичко като е прогонен от полските войски, командвани от великия хетман Ян Замиоски, дори от Влашко в октомври 1600 г. Двамата с Баба Новак заминават за Виена да търсят помощ от император Рудолф II.

## Убийство на Баба Новак
Неуспехите на Михаил Храбри водят до трагичната гибел на Баба Новак. Той попада в плен на ненавиждащото го католическо унгарско дворянство от Трансилвания, току-що извършило преврат срещу законния си княз Михаил Храбри. На православния българин бързо е скалъпено обвинение в колабороционизъм с пашата на Темешвар, и много възрастният вече Баба Новак е „осъден“ от тях и екзекутиран по особено садистичен начин на 5 февруари 1601 г. в гр. Клуж – одран е жив, от специално наети за целта цигани, след което още жив е печен на бавен огън над 1,5 часа и периодично заливан с вода, за да са по-дълги мъките му, накрая полумъртъв е набит на кол и оставен да бъде изяден от хищните птици. Заедно с него са убити и 2 негови офицери – Йоан Целест и Сава Армасул и един православен свещеник. С невероятена скрупольозност католическите нотабили отчитат разходите си за садистичната екзекуция на пазарния площад на града: „6. февруари 1601. Дадени на циганите за одирането, опичането и набиването на кол на Баба Новак и свещеника – 7.50 форинта; Платени за Баба Новак и свещеника на двама джелати – форинта 3; Платени на Лука Акси за кол на Баба Новак – форинта 2; 25. февруари 1601 Закупени две греди от Георги Екеш, на които бяха горени Баба Новак и свещеника – форинта 1.20" 

## Епос
След смъртта си Баба Новак се превръща в легендарна фигура, присъстваща в българския, румънския и най-вече в сръбския песенен фолклор. В народните песни Баба Новак остава като непобедим юнак и защитник на християните от османците. Възпят е в т.нар. бугарщици – народния епос на южните славяни и заема значимо място в тях, заедно с други легендарни фигури като Крали Марко, Милош Обилич и т.н. От фолклора са известни и имената на неговия брат Радивой и двамата синове на Новак – Татомир (Срацимир) и Груица, които също са възпяти като борци с турците.
В южните склонове на планината Романия в Босна се намира известната пещера Старина Новак, свързвана с видния хайдушки войвода, в Плевен местността Кайлъка също се свързва с него.